# Voïvodie de Częstochowa
Pour les articles homonymes, voir Częstochowa (homonymie).
La voïvodie de Częstochowa (en polonais Województwo częstochowskie) était une unité de division administrative et un gouvernement local de Pologne entre 1975 et 1998. 
Elle fut remplacée en 1999 principalement remplacé par la voïvodie de Silésie, avec quelques gminay orientales rattachées à la voïvodie de Sainte-Croix  fraîchement créé. Bien que la majeure partie du territoire actuel de l'ex-voïvodie de Częstochowa appartienne à la Voïvodie de Silésie, elle est historiquement partie de la Petite-Pologne, en dehors des régions de l'ouest, autour de Lubliniec et d'Olesno.
Sa capitale était la ville de Częstochowa située à environ 100 kilomètres au sud de Varsovie.

## Gouverneurs de la voïvodie
- Mirosław Wierzbicki du 1er juin 1975 au 11 décembre 1980
- Grzegorz Lipowski du 31 décembre 1980 au 31 mars 1990
- Jerzy Guła du 15 mai 1990 au 10 décembre 1994
- Cezary Marek Graj du 1er février 1995 au 20 janvier 1997
- Szymon Giżyński du 19 décembre 1997 au 31 décembre 1998

## Bureaux de district

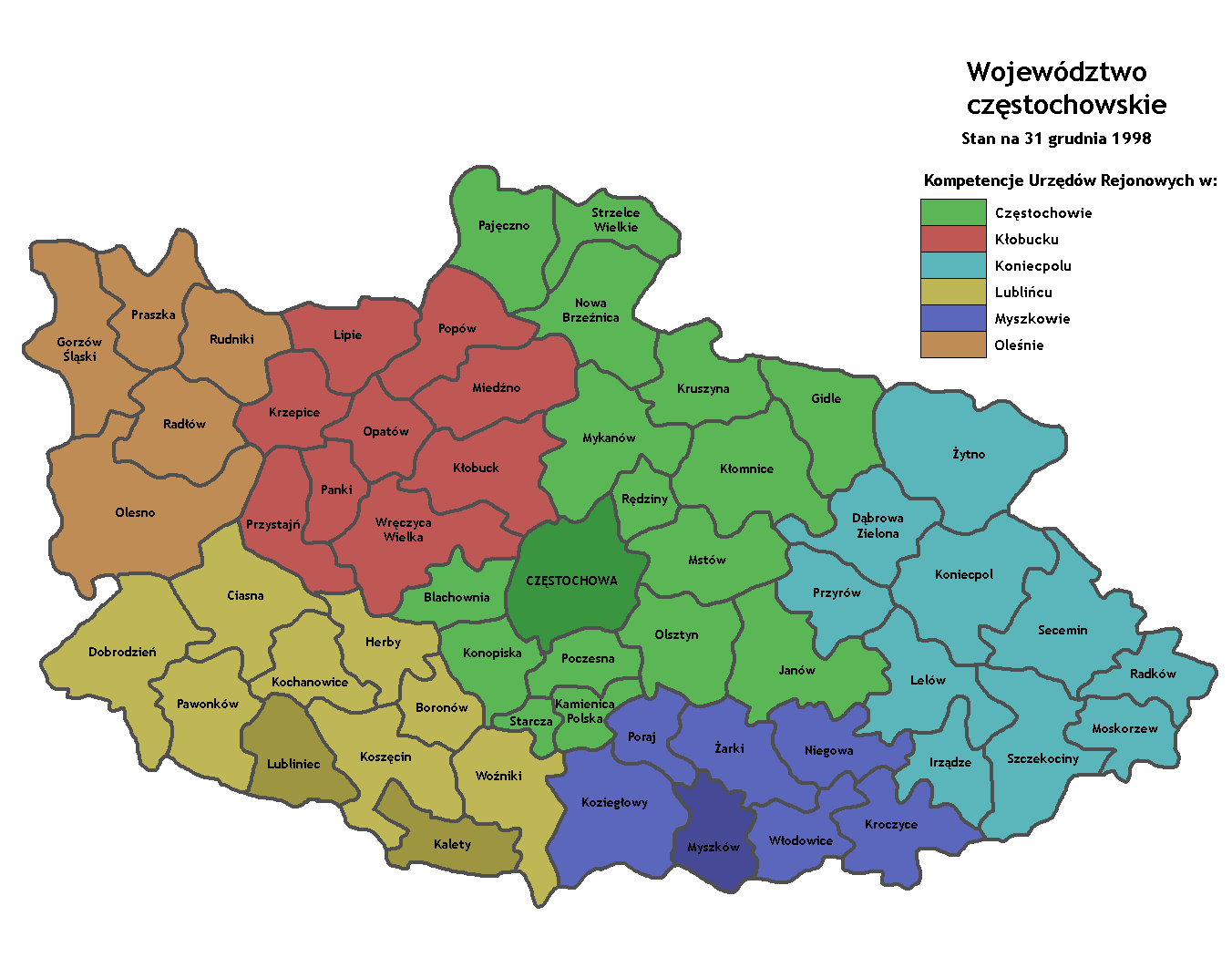
Carte des districts de la Voïvodie de Częstochowa

Sur la base de la loi du 22 mars 1990, les autorités locales de l'administration publique générale,ont créé 5 régions administratives associant une douzaine de municipalités.
Bureau de district de Częstochowa
- Gminy

1. Blachownia
2. Gidle
3. Janów
4. Kamienica Polska
5. Kłomnice
6. Konopiska
7. Kruszyna
8. Mstów
9. Mykanów
10. Nowa Brzeźnica
11. Olsztyn
12. Pajęczno
13. Poczesna
14. Rędziny
15. Starcza
16. Strzelce Wielkie

- Villes

1. Blachownia (au 1er janvier 1992)
2. Częstochowa
3. Pajęczno (au 1er janvier 1992)

Bureau de district de Kłobuck
- Gminy

1. Kłobuck
2. Krzepice
3. Lipie
4. Miedźno
5. Opatów
6. Panki
7. Popów
8. Przystajń
9. Wręczyca Wielka

- Villes

1. Kłobuck (au 1er janvier 1992)
2. Krzepice (au 1er janvier 1992)

Bureau de district de Koniecpol
- Gminy

1. Dąbrowa Zielona
2. Irządze
3. Koniecpol
4. Lelów
5. Moskorzew
6. Przyrów
7. Radków
8. Secemin
9. Szczekociny
10. Żytno

- Villes

1. Koniecpol

Bureau de district de Lubliniec
- Gminy

1. Boronów
2. Ciasna
3. Dobrodzień
4. Herby
5. Kochanowice
6. Koszęcin
7. Pawonków

- Villes

1. Dobrodzień (au 1er janvier 1992)
2. Kalety
3. Lubliniec
4. Woźniki  (au 1er janvier 1992)

Bureau de district de Myszków
- Gminy

1. Koziegłowy
2. Kroczyce
3. Niegowa
4. Poraj
5. Włodowice
6. Żarki

- Villes

1. Żyrardów
2. Koziegłowy (au 1er janvier 1992)
3. Myszków
4. Żarki (au 1er janvier 1992)

Bureau de district de Olesno
- Gminy

1. Gorzów Śląski
2. Olesno
3. Praszka
4. Radłów
5. Rudniki

- Villes

1. Gorzów Śląski (au 1er janvier 1992)
2. Praszka  (au 1er janvier 1992)
3. Olesno (au 1er janvier 1992)

## Villes principales
Population au 31 décembre 1998
| - Częstochowa – 257 812 - Myszków – 33 016 - Lubliniec – 29 359 - Kłobuck – 13 254 - Olesno – 10 027 - Kalety – 9 983 | - Blachownia – 9 967 - Praszka – 8 230 - Pajęczno – 6 731 - Koniecpol – 6 366 - Woźniki – 4 532 - Krzepice – 4 530 | - Żarki – 4 387 - Dobrodzień – 4 168 - Szczekociny – 3 950 - Gorzów Śląski – 2 606 - Koziegłowy – 2 493 |